# إرنست هارفي
إرنست هارفي (14 ديسمبر 1880 - 19 أكتوبر 1923) (بالإنجليزية: Ernest Harvey)‏ هو لاعب كريكت أسترالي.

## وصلات خارجية
- إرنست هارفي على موقع إي آس بي آن كريك إنفو (الإنجليزية)